# Shigure Hasegawa
Shigure Hasegawa (長谷川 時雨 Hasegawa Shigure?,  Chūō, Tokio, 1 de octubre de 1879 - Shinjuku, Tokio, 22 de agosto de 1941), cuyo verdadero nombre era Yasu Hasegawa (長谷川 ヤス Hasegawa Yasu?), fue una dramaturga, novelista y editora japonesa. Hasegawa fue la única mujer presentada en tres volúmenes del Meiji Bungaku Zenshū, una colección publicada por la editorial Chikuma Shobō, y gozaba del título de Joryū Bundan no Ōgosho ("gran escritora de la comunidad literaria femenina"). Hasegawa es considerada como una de las figuras literarias más importantes de la época anterior a la Segunda Guerra Mundial.
La autora Barbara Hartley escribió que «el trabajo de Hasegawa ha sido pasado por alto por gran parte de las academias de lengua inglesa», y que esto puede haber sido debido a la percepción de que Hasegawa apoyó elementos militaristas que existían en Japón antes de la Segunda Guerra Mundial.

## Biografía

### Primeros años
Yasu Hasegawa nació el 1 de octubre de 1879 en el barrio de Nihonbashi, Chūō. Sus padres era comerciantes; su madre, Taki, provenía de una familia hatamoto, mientras que su padre, Fuzō, ejercía la abogacía y fue uno de los primeros en hacerlo de manera moderna en Japón. Yasu fue la hija mayor de la pareja, además de tener dos hermanos y cuatro hermanas. Desde pequeña tuvo acceso a la vasta biblioteca de su padre, quien era un gran aficionado al teatro kabuki, pero su educación se vio limitada por su condición de mujer. Su madre, preocupada por la desmesurada afición de su hija hacia la literatura, le prohibió leer por temor a que pudiera afectar sus perspectivas matrimoniales.
Durante un período de tiempo, Hasegawa trabajó al servicio de un noble y se formó en las actividades propias de una mujer de su clase. A los 18 años, su padre la obligó a casarse con un vecino de posición acomodada, Shinzō Mizuhashi, el segundo hijo de un empresario dueño de una compañía minera. El matrimonio fue infeliz (su marido tenía tan poco interés en ella, al igual que ella en él) y aumentó aún más el sentido de las injusticias sociales que Hasegawa tenía sobre las mujeres.

### Carrera literaria
A pesar de su matrimonio forzado, Hasegawa pudo dedicarse de lleno a la escritura. En 1905, el periódico Yomiuri Shimbun publicó su obra dramática Kaichōon ("El rumor de la marea"), que recibió los elogios del destacado autor Tsubouchi Shōyō. Esta obra inició un fructífero periodo de colaboración, durante el cual Hasegawa escribió varios guiones para kabuki moderno y shinpa. Varias de estas piezas tratan los problemas de la mujer moderna para alcanzar la libertad plena en una sociedad cambiante.
En 1914, comenzó a cuidar del hijo de uno de sus hermanos, Hitoshi. En 1915, Hasegawa comenzó a brindar apoyo financiero a su familia después del fracaso de los negocios de su madre y el declive de la reputación de su padre debido a su participación en un escándalo comercial. En 1916 conoció al también escritor Otokichi Mikami, quien se convertiría en uno de los autores de novelas históricas más populares de los años treinta. La pareja comenzó vivir junta tres años después, tras la muerte del padre de Hasegawa, quien dejó el teatro para escribir ficción en prosa —en ese entonces una profesión mejor pagada— y poder ayudar a Mikami a lanzar su carrera.
En 1923, Hasegawa y Yachiyo Okada comenzaron sus esfuerzos para establecer una revista literaria que no fue lanzada sino hasta 1928. La revista fue nombrada Nyōnin Geijutsu ("Mujeres y las artes"). Los fondos provinieron de las regalías de Mikami; quien había sugerido comprarle a Hasegawa un anillo de diamantes, pero en cambio ella le pidió que le diera 20,000 yenes para establecer la revista. En 1933, cuando la presión de la censura militar hizo imposible continuar Nyōnin Geijutsu, Hasegawa creó Kagayaku-kai, una organización de artistas femeninas dispuestas a trabajar dentro del espacio permitido por el discurso imperial oficial.
Hasegawa murió 22 de agosto de 1941, a la edad de 61 años.